# Јунола (Алабама)
Јунола (енгл. Eunola) насељено је место без административног статуса у америчкој савезној држави Алабама.

## Демографија
По попису из 2010. године број становника је 243, што је 61 (33,5%) становника више него 2000. године.
| Група             | 2000.       | 2010.       |
| Белци             | 162 (89,0%) | 218 (89,7%) |
| Афроамериканци    | 16 (8,8%)   | 18 (7,4%)   |
| Азијати           | 0 (0,0%)    | 1 (0,4%)    |
| Хиспаноамериканци | 1 (0,5%)    | 4 (1,6%)    |
| Укупно            | 182         | 243         |